# Monestir de Joksimani
El monestir de Joksimani (en georgià: ჯაყისმანის მონასტერი) o monestir de Tzakismani de la Resurrecció és una església monàstica medieval de Geòrgia, a uns 20 km al sud-oest de la localitat de Vale, municipi d'Akhaltzikhe, a Samtskhé, Geòrgia. Fou restaurat i repoblat pels monjos el 2010. El nom Tzakismani és una corrupció del terme de Geòrgia Tzakisoumpani (en georgià: ჯაყისუბანი), que significa 'Zona de Jaki'.

## Descripció
El monestir està situat a la província històrica Samtskhé dins de la zona fronterera turca. És accessible per un camí de terra situat al lloc de control de la frontera de Geòrgia. El conjunt del monestir comprèn una església principal, dedicada a la Resurrecció, dues petites esglésies —de les quals una és més aviat una pastofòria o «parament», és a dir, una habitació al costat de l'arc—, i un danyat nàrtex. L'església principal és un sofisticat disseny arquitectònic d'una església típica del segle IX o X i, en termes d'estil, té característiques similars a les capelles de Jacobahti i Tao-Clarayti. Prop del monestir, a la vall de Pottsovi, hi ha les ruïnes d'un castell medieval, que pertanyia a la dinastia Zachéli. El 2006, el monestir Joksimani va ser inclòs a la llista de Monuments Culturals destacats de Geòrgia.